# Игуасу (водопады)
Водопа́ды Игуасу́ (исп. Cataratas del Iguazú, порт. Cataratas do Iguaçu) — комплекс из 275 водопадов на реке Игуасу, расположенный на границе Бразилии (штат Парана) и Аргентины (провинция Мисьонес). Водопады находятся на границе аргентинского и бразильского национальных парков «Игуасу». Оба парка были включены в список Всемирного наследия ЮНЕСКО (в 1984 и 1986 годах, соответственно).
Название Iguazú (Игуасу) происходит от слов на языке гуарани y (вода) и guasu (большой).

## История водопада
Базальтовые отложения, по которым стекают водопады, возникли примерно 130—140 млн лет назад. Около 20 тыс. лет назад комплекс водопадов Игуасу располагался практически у впадения реки Игуасу в Парану. Из-за постепенного разрушения потоком воды уступа, с которого падает водопад, водопад отдалялся от реки Парана примерно на 1—2 м в год, сейчас расстояние между комплексом водопадов и рекой Парана составляет около 28 км.
Первые известные жители этих окрестностей — это племена гуарани и кайнганг. Археологические объекты, которые были найдены в данном районе, подтверждают это.
Для европейской науки водопады Игуасу открыл Альвар Нуньес Кабеса де Вака в 1541 году, когда со своей экспедицией продвигался вверх по течению реки Парана через джунгли в поисках легендарных сокровищ страны Эльдорадо. По его описаниям, водопады не произвели на него сильного впечатления, но он отметил, что водопады «значительные» (исп. considerable) и что «брызги высоко взлетают над водой».

## География водопада
Водопады расположены примерно в 23 км от устья реки Игуасу. Комплекс имеет ширину 2,7 км и включает в себя примерно 275 отдельных водопадов. Высота падения воды достигает 82 метров, но на большинстве водопадов чуть больше 60 метров. Крупнейший водопад — «Глотка Дьявола» (исп. Garganta del Diablo) — U-образный обрыв шириной 150 и длиной 700 метров. Этот водопад обозначает границу между Бразилией и Аргентиной.
В сезон дождей в окрестностях выпадает около 2000 мм осадков. В 1978 году водопад пересох и бездействовал на протяжении целого месяца.
Множество островов (в том числе довольно больших) отделяют водопады друг от друга. Примерно 900 метров из общей ширины в 2,7 км не покрыты водой. Около 2 км мостиков, соединяющих острова, помогают лучше видеть все потоки. Водопады образуют впадину в виде амфитеатра площадью 2,7 км. Большинство водопадов находятся в пределах территории Аргентины (протяжённость 2100 м), однако со стороны Бразилии (протяжённость 800 м) открывается хороший вид на «Горло Дьявола». За водопадами можно наблюдать с высоты 160—260 метров, таким образом данный водопад выше Ниагарского, но уступает водопаду Виктория.
Средний расход воды — 1746 м³/сек.
В окрестностях водопадов находятся три города — Фос-ду-Игуасу на бразильской стороне, Пуэрто-Игуасу на аргентинской стороне и Сьюдад-дель-Эсте на стороне Парагвая.
Наиболее известные названия водопадов: «Адам и Ева», «Три мушкетёра», «Две сестры», «Сальто-Эскондидо» («скрытый прыжок»), «Сальто-Флориано» («прыжок цветка»), «Сан-Мартин», «Рамирес» и ряд других.
Другие местные достопримечательности — плотина гидроэлектростанции Итайпу, (на данный момент (2021 год) вторая по установленной мощности в мире), и иезуитские храмы.

## Туризм

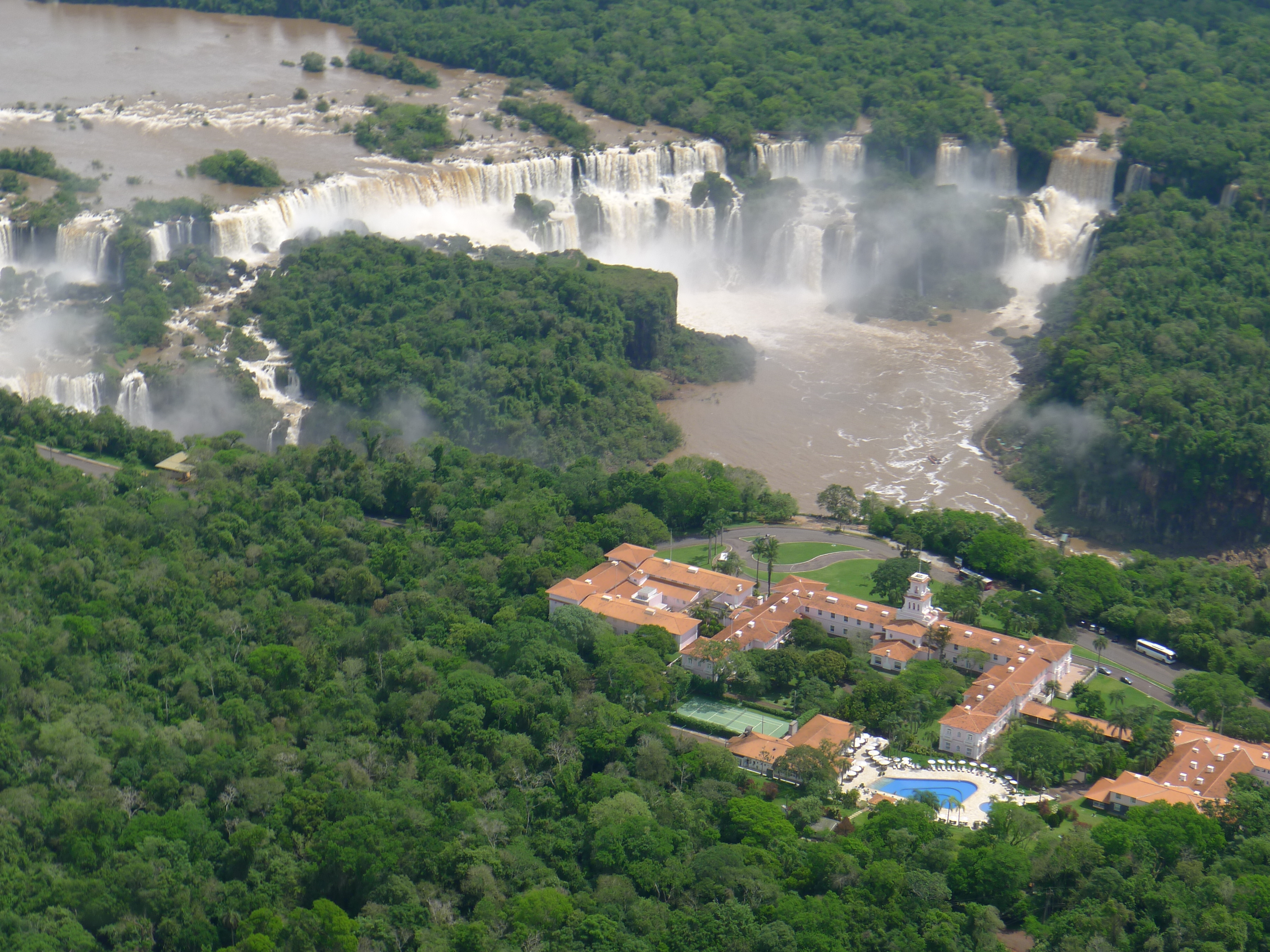
Отель у водопада Игуасу.

Водопады Игуасу — одно из наиболее посещаемых туристами мест в Южной Америке. Ежегодно здесь бывает 1,5—2 млн посетителей. Специально для туристов оборудованы смотровые площадки. В окрестностях водопада проложены пешие и автомобильные маршруты. Также туристам предлагается непромокаемая одежда, поскольку маршруты проходят к самому подножию водопадов. В окрестностях водопадов Игуасу расположен международный аэропорт, построены десятки отелей, кемпингов, подъездные пути, прогулочные тропы. Местное население также занято в данной туристической индустрии, для них специально оборудованы площадки, где они показывают местные танцы и песни, одеваясь при этом в местные костюмы.

## Национальные парки
Водопады Игуасу находятся на территории двух национальных парков: Национальный парк Игуасу в Аргентине, основанный в 1909 году, площадью 67 тыс. га, и Национальный парк Игуасу в Бразилии, основанный в 1939 году, площадью 185 тыс. га.

## В культуре
Водопады Игуасу связаны со следующими фильмами:
- «Лунный гонщик» — один из фильмов Бондианы (1979).
- «Миссия» — исторический фильм Ролана Жоффе (1986).
- «Барака» — документально-философский фильм-эссе Рона Фрике (1992).
- «Танго втроём» — сериал аргентинско-российского производства (2006—2007).
- «O Trem Caipira» — бразильский фильм (1994).
- «Счастливы вместе» — фильм Вонга Карвая (1997).
- «Мистер Магу» — комедия Стэнли Тонга (1997).
- «Полиция Майами. Отдел нравов» — драма Майкла Манна (2006).
- «В руках богов[англ.]» — приключенческий фильм (2007).
- «Индиана Джонс и Королевство хрустального черепа» — приключенческий фильм (2008).
- «Миссия в Рио» — комедия Мишеля Хазанавичуса (2009).
- «Время страха[англ.]» — бразильская драма Сержиу Резенде[англ.] (2009).
- «Пусть говорят» — фильм Марио Камуса (1968) — в главной роли испанский певец Рафаэль

## Легенды, связанные с происхождением водопада
В окрестностях жили разные племена индейцев. По одной из легенд, водопад образовался следующим образом:

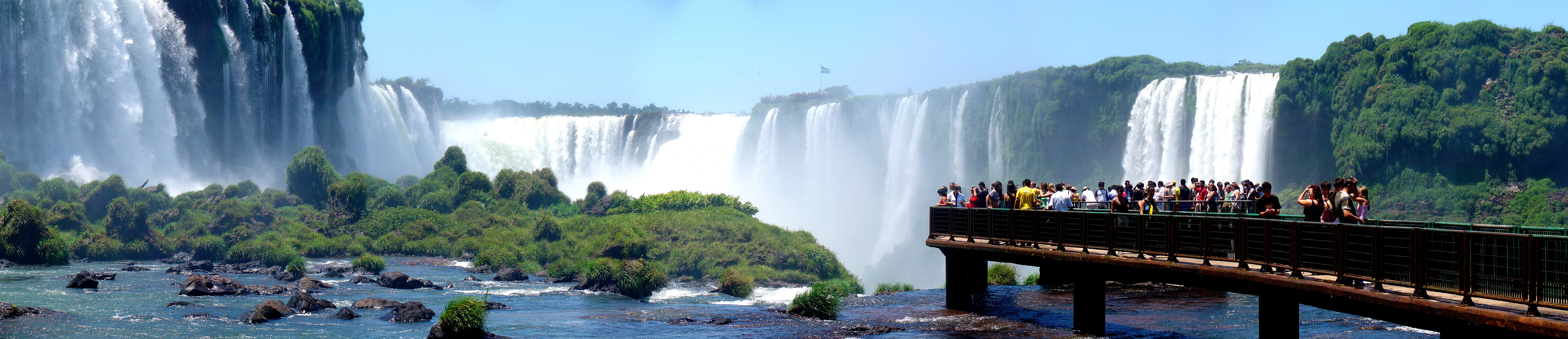
Панорамный вид на водопады Игуасу с бразильской стороны

Легенда гласит, что Бог хотел жениться на красивой аборигенке по имени Naipu, но она сбежала со своим возлюбленным на каноэ. В гневе Бог разрезал реку, создав водопады, обрекая влюблённых на вечное падение.
По другой легенде:

Индейский юноша похитил свою возлюбленную, поплыл с ней на лодке вниз по течению реки Игуасу. Боги воспротивились этому и решили остановить влюблённых. Они разверзли перед ними ущелье, куда обрушилось всё спокойное течение реки. Попав в водоворот, девушка превратилась в один из камней, что находятся при превращении реки в водопад, а юноша превратился в одно из деревьев, которые окружают реку и водопад, который теперь вечно смотрит на свою возлюбленную.